# Göta Lejon (fastighetsbolag)
Göta Lejon, egentligen Fastighetsaktiebolaget Göta Lejon, är ett kommunägt fastighetsbolag i Göteborg, som ursprungligen svarade för kommunens saneringsprogram från omkring 1962. 

## Historia

### Bakgrund
1947 års byggnadslagstiftning innebar att kommunerna gavs bestämmanderätt över hur stadsplanerad mark fick bebyggas, och därmed i praktiken även saneras. De gamla föreskrifterna som gällde lokalt i städerna, gjordes nu enhetliga för att göra bebyggandet mer effektivt och industrialiserat. Det storskaliga byggandet i landet under slutet av 1950-talet och första halvan av 60-talet, var främst inriktad på nyproduktion. Eftersom insatserna inte kunde rationaliseras, betraktades de äldre husen närmast som ett nödvändigt ont. Samtidigt fanns det beräkningar som pekade på de samhällsekonomiska vinsterna med ombyggnad. Därpå följde det nationella så kallade Miljonprogrammet 1965-75, då målet var att cirka 100 000 lägenheter per år skulle uppföras i Sverige.
År 1965 var antalet lägenheter i Göteborg cirka 170 000, varav cirka 20 000 i fastigheter som uppförts före år 1900. Merparten fanns i stadsdelar som ansågs "saneringsmogna": Nordstaden, Haga, Annedal, Landala, Stigberget, Olivedal, Majorna, Gårda, Olskroken och Krokslätt. Ambitionen var att förnya hela stadsdelar, med vardera 1 500-3 000 lägenheter. Trångboddheten var stor, där exempelvis Landala hade 84% med 1 rum och kök av det totala beståndet. För Annedal var siffran 69%, Haga 60% och Olskroken 80%. Det "saneringsmogna" beståndet uppskattades initialt till 20 000 hyresobjekt.
Många av husen ansågs hårt nedslitna, där underhållet var starkt eftersatt. Oftast fanns bara torrklosett samt kallvatten och avlopp. Stadens myndigheter bedömde att ett särskilt organ, ett halvkommunalt fastighetsbolag, skulle bildas. Det skulle i samråd med byggnadsindustrin agera på fastighetsmarknaden.

### Förverkligandet
Genom en motion i Göteborgs stadsfullmäktige den 23 februari 1958, initierades frågan om ett saneringsbolag av Erik Johannesson och Arne Berggren. Bland annat anfördes att det skulle "medföra avsevärda sociala vådor" att skjuta saneringsproblemen på framtiden. Följderna kunde bli "så stora kapitalkrävande insatser att de kommunala myndigheterna i en framtid skulle hesitera inför uppgiften att taga itu med att förändra och omstöpa dessa centrala stadsdelar, där tusentals familjer bodde och där många företag var verksamma." Stadsfullmäktige beslöt den 18 december samma år att ett sådant bolag skulle bildas, där uppdraget gick till stadskollegiet. Redan den 2 februari 1921 hade staden registrerat ett aktiebolag med samma namn, som nu aktiverades. Tecknarna av aktier i Fastighetsaktiebolaget Göta Lejon höll därefter konstituerande stämma den 26 februari 1960. Bolagets första vd blev Louis Campanello, som tillträdde 1960. Verksamheten var därefter i drift i januari 1961, men i praktiken först 1963. Aktiekapitalet uppgick till 5 miljoner kronor år 1964, uppdelade på två serier, A och B. Aktierna i vardera serien omfattade halva aktiekapitalet. Aktierna i A-serien ägdes av Göteborgs stad och aktierna i B-serien av ett femtiotal företag i Göteborg, bland andra försäkringsbolag, byggnadsföretag, industri- och handelsföretag samt rederier. Under bolaget sorterade på 1970-talet bland andra de helägda Bostads AB Nutiden, som bildats 1917 men övertagits av Göta Lejon 1968, och Fastighets AB Rosenlund, bildat 1964.
Den primära uppgiften för Göta Lejon blev att:
- "inom vissa stadsdelar systematiskt förvärva det saneringsmogna fastighetsbeståndet"
- "på det administrativa planet tillsammans med stadens fastighetskontor delta i förberedelserna till de av byggnadsnadsnämnden utarbetade stadsplanerna efter vilka omvandlingen skall ske"
- "direkt eller indirekt medverka i arbetet med evakueringen av hushåll och rörelseidkare ur bolagets fastighetsbestånd"
- "till andra företag upplåta stadsdelarna i och för det fysiska genomförandet av förnyelsen"

Under våren 1961 fick bolaget i uppdrag av stadskollegiet att i samråd med berörda myndigheter göra upp ett program för sanering. Förslaget "Översiktligt handlingsprogram för fastighetsförnyelse i Göteborg under tiden 1963-72 med redovisande av tidplan för utrymning av befintliga bostadslägenheter" presenterades och stadsfullmäktige godkände programmet den 30 augusti samma år. Stadskollegiet i Göteborg godkände den 10 april 1963 en evakueringsplan, där som mest 1 575 lägenheter årligen skulle tillåtas bli evakuerade. Därefter påbörjades saneringsprogrammet genom uppköp av de utdömda fastigheterna, samt förslag till expropriering, förvaltning och slutligen rivning. Försäljning av fastigheterna skedde till de som, enligt uppgörelse med kommunen, var beredda att förnya. För att undvika prisspekulation, delades områdena in i "intressezoner", där även Göta Lejon ingick.
Bolaget hade fram till den 15 januari 1964 förvärvat 311 saneringsfastigheter med 4 985 bostadslägenheter och 529 "övriga lokaler". Kostnaderna för förvärven uppgick till drygt 52 miljoner kronor. Fram till år 1969 hade 648 fastigheter med 10 745 lägenheter och lokaler förvärvats, till en kostnad av drygt 146 miljoner. Göta Lejon förvaltade 7 222 lägenheter år 1970, varav 1 588 i Majorna, 1 439 i Olskroken, 1 315 i Gårda, 1 182 i Haga, 591 i Landala, 566 i Annedal och 541 i övriga stadsdelar. Man förvaltade 557 fastigheter den 1 januari 1973, med 7 416 hyresobjekt varav bostäder utgjorde 6 329 stycken. Totalt 371 fastigheter förvaltades vid utgången av 1977, omfattande 3 150 bostäder och 675 andra objekt. Handlingsprogrammet för 1968-77 från 1968 gällande fastighetsförnyelse i Göteborg, ersattes 1975 av ett "av den kommunala saneringsberedningen framlagt förslag till riktlinjer och program för saneringen i Göteborg."
För att kunna hjälpa företagare som tvingats lämna sina lokaler, bildade staden 1966 i samråd med Göta Lejon och näringslivet Higab (Hantverks- och Industrihus i Göteborg Aktiebolag).

### Förvaltnings AB Framtiden
Den 1 januari 1983 bildade Göteborgs kommun en bostadskoncern — Förvaltnings AB Framtiden — som moderbolag för Göta Lejon, samt fyra andra bostadsbolag. Samtliga aktier i Göta Lejon överfördes därmed till moderbolaget. Skälet var att vissa bolag gick med vinst och beskattas, medan andra bostadsbolag fick kommunalt stöd. Under ett koncernparaply kunde vinsterna fördelas mellan bolagen, utan föregående beskattning. Bostads AB Framtiden bildades 1915 med uppgift att "förvärva och till mindre bemedlade familjer uthyra fastigheter." Man uppförde relativt omgående 12 fastigheter med totalt 224 lägenheter, vilka 1963 överläts till Göta Lejon.
År 1987 anges bolagets uppgift till att "--fullfölja avvecklingen enligt kommunfullmäktiges beslut 760219 och 771215 av kommunens engagemang att genom särskilt bolag medverka i saneringsverksamheten i Göteborg."

### Nutid
Göta Lejon har 2014 Göteborgs Stadshus AB som koncernmoder, med verksamhetsbeskrivningen: Bolaget skall förvärva och förvalta fastigheter samt idka därmed förenlig verksamhet. Denna bestämmelse får inte ändras utan medgivande från Göteborgs kommunfullmäktige. Bolaget är vilande.